# Stuart Agnew

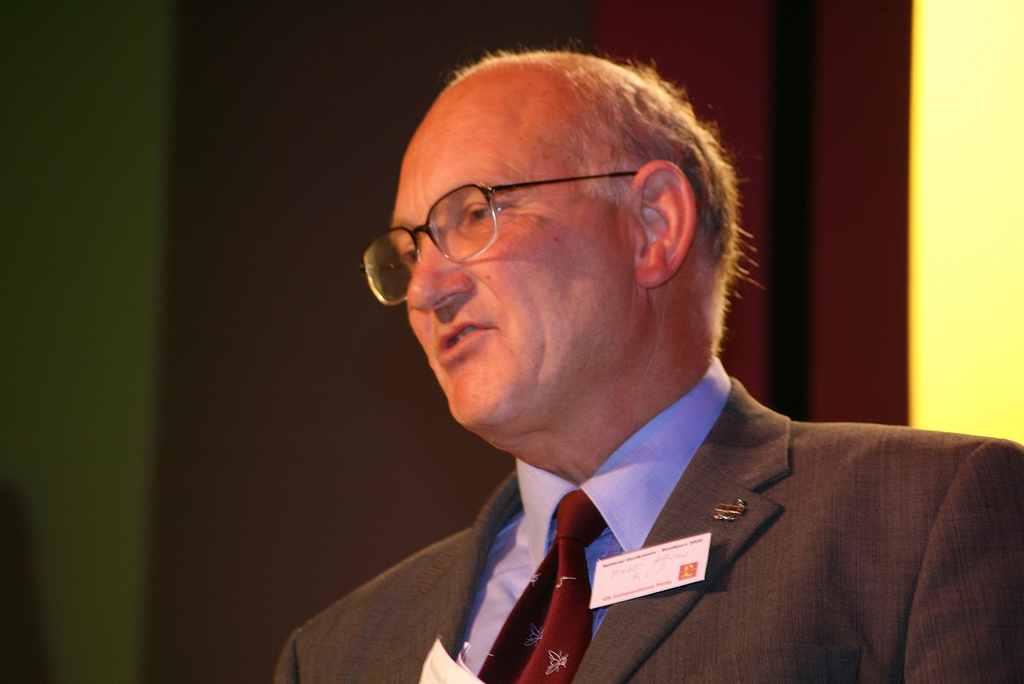
Stuart Agnew

John Stuart Agnew (Norwich, 30 augustus 1949)  is een Brits politicus en hij was van 2009 tot 2019 lid van het Europees Parlement voor de United Kingdom Independence Party (UKIP). Hij was met de UKIP lid van de Europa van Vrijheid en Democratie-fractie.
Agnew heeft onderwijs gevolgd aan de Gordonstoun School en het Royal Agricultural College. Hij werd tijdens de Europese Parlementsverkiezingen van 2009 in het kiesdistrict 'East of England' verkozen tot lid van het Europees Parlement. In  het Europees Parlement was hij lid van de 'commissie landbouw en plattelandsontwikkeling' en van de 'commissie visserij'. Verder was hij plaatsvervanger in de 'commissie constitutionele zaken'.
Agnew deed voor de UKIP tevergeefs mee aan de Lagerhuisverkiezingen van 2001, 2005 en 2010.